# ورزشگاه باب لوکاس
ورزشگاه باب لوکاس (به انگلیسی: Bob Lucas Stadium) یک ورزشگاه در بریتانیا است که در ویموث، دورست واقع شده‌است.